# مالین باریارد-یونسون
مالین باریارد-یونسون (سوئدی: Malin Baryard-Johnsson؛ زادهٔ ۱۰ آوریل ۱۹۷۵)  سوارکار اهل سوئد است.
وی در مسابقات کشوری و بین‌المللی در مجموع برندهٔ ۱ مدال طلا، ۵ مدال نقره شده‌است.